# Albert Torras i Corbella
Albert Torras i Corbella (Terrassa, Vallès Occidental, 1980) és un escriptor i periodista català, especialista en els barris de Sants, Hostafrancs i la Bordeta, on viu.
Va ser finalista del Premi Francesc Candel del 2008, i ha estat un dels impulsors de la recuperació dels Jocs Florals de Sants, Hostafrancs i la Bordeta. A nivell literari ha publicat, en l'àmbit de l'assaig i aquests barris, els llibres: "La Floresta, 130 anys de música"; "La Festa Major de Sants, dels orígens a l'agregació";" Misteris, llegendes i crònica negra de Sants, Hostafrancs i la Bordeta";" "L'Abans de Sants," o "Sants, desaparegut". En l'àmbit de la investigació sobre homosexualitat a Catalunya ha publicat el llibre "Gais i lesbianes de la història de Catalunya", amb polèmica inclosa en recollir a Miguel de Cervantes a la llista.
Paral·lelament ha estudiat la relació entre Catalunya i Mèxic, a través de l'Associació Cultural Mexicano Catalana, de la que n'és vicepresident, realitzant conferències tant a Mèxic com a Catalunya. Ha format part del Consell de la Persona Consumidora de Catalunya com a vocal. Des de 2012 és president de la corresponsalia Barcelona del Seminario de Cultura Mexicana, amb que va ser impulsor de les festes de commemoració del cinquè centenari de Veracruz a Barcelona.

## Obres
- La Floresta, 130 anys de música (Societat Coral La Floresta, 2008)
- Gais i lesbianes de la història de Catalunya (Llibres de l'Índex 2009)
- La Festa Major de Sants, dels orígens a l'agregació (Autoedición, 2009)
- Del Nadal d'antuvi. Fires, rifes i pessebres de Sants Montjuïc (AC Creu Coberta, 2009)
- Misteris, llegendes i crònica negra de Sants, Hostafrancs i la Bordeta (FAECH, 2009. 2a edició 2010)
- Dites i personatges populars de Sants, Hostafrancs i la Bordeta (La Casa Gran, 2010)
- Mn. Joan Roca: El capellà del meu poble (Regidoria Cultura Palau de Plegamans, 2010)
- Els Jocs Florals de Sants, Hostafrancs i la Bordeta (Secretariat d'Entitats de Sants, Hostafrancs i la Bordeta, 2011)
- Barcelona. Sants, Hostafrancs i la Bordeta, recull gràfic 1855-1975 (Ed. Efadós, 2012)
- Sóc gai i crec en Déu (Ed. Setzevents, 2012)
- La Festa Major d'Hostafrancs. 150 anys de tradició i festa (Ed. FAECH, 2013)
- Te'n recordes? (Ed. A.C. Creu Coberta, 2013)
- Sants, 1714 (Districte de Sants-Montjuïc, 2014)
- De Sants al Poble-sec. Antologia poètica i musical de Sants-Montjuïc (Ed. Mexcat, 2014)
- La Seu del Districte (1915-2015). (Ajuntament de Barcelona. Districte de Sants-Montjuïc, 2015)
- Dies i records d'infantesa. Memòries de Núria Feliu. (Redactor del libro). (Ara Llibres, 2015)
- La Nit de Sant Joan a Barcelona (Angle Editorial, 2016) Coautor, con Manel Delgado, Xavier Cazeneuve, Marta Contijoch, Roger Canals y Amadeu Carbó
- Sants, desaparegut, recull gràfic (Ed. Efadós, 2018). 2a edición 2022
- El Cementiri de Montjuïc (Ed. Efadós, 2018)
- Del Consolat de Mar a la Cambra de Comerç d'Europa. Ramon Masià (Ed. Esguard, 2019)
- Sants. La Festa Major desapareguda (Ed. Efadós, 2020)
- Societat del Gran Teatre del Liceu. Arxiu Històric Coautor (Ed. Sociedad del Gran Teatro del Liceo, 2022)
- El Gran Teatre del Liceu desaparegut (Ed. Efadós, 2022)
- La Rambla desapareguda (Ed. Efadós, 2024)